# Romeo Bertini
Romeo Bertini   (Gessate, 21 d'abril de 1893 - Milà, 29 d'agost de 1973) va ser un atleta italià que va competir durant la dècada de 1920.
El 1924 va prendre part en els Jocs Olímpics de París, on guanyà la medalla de plata en la prova dels marató del programa d'atletisme. Quatre anys més tard, als Jocs d'Amsterdam, abandonà en la marató.

## Millors marques
- Marató. 2h 47' 20" (1924)[1]